# Desa Koranji (administrativ by i Indonesien, Banten, lat -6,35, long 105,93)
Desa Koranji är en administrativ by i Indonesien.   Den ligger i provinsen Banten, i den västra delen av landet, 100 km väster om huvudstaden Jakarta.